# Nimrod
För andra betydelser, se Nimrod (olika betydelser).

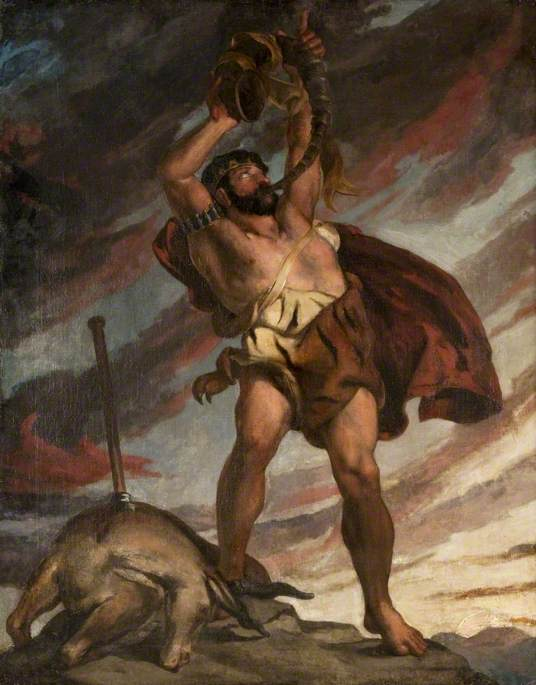
Nimrod.

Nimrod är en biblisk person i Första Moseboken 10:8–12, 11:1–9, ättling i tredje led till Noa, då hans far var Kush, Hams son. Nimrod anses vara grundläggare av både det babyloniska och assyriska riket, grundare av Babel samt enligt Josefus byggare av Babels torn. Nimrod kallas "den förste härskaren på jorden" och "en väldig jägare inför Herren". Han representerar i sägnen[förklaring behövs] en ny kulturepok som gjorde slut på det forna nomadlivet.[källa behövs]
I SAOL fanns ordet nimrod med i upplagorna mellan 1950 och 2006 med betydelsen 'ivrig eller skicklig jägare' i litterär eller skämtsam stil. Nu för tiden används ordet ytterst sällan, och i den fjortonde upplagan av SAOL från 2015 har nimrod utelämnats. 